# Acățari
Acățari é uma comuna romena localizada no distrito de Mureș, na região histórica da Transilvânia. A comuna possui uma área de 74.20 km² e sua população era de 4883 habitantes segundo o censo de 2007.